# Kilian, Colman et Totnan

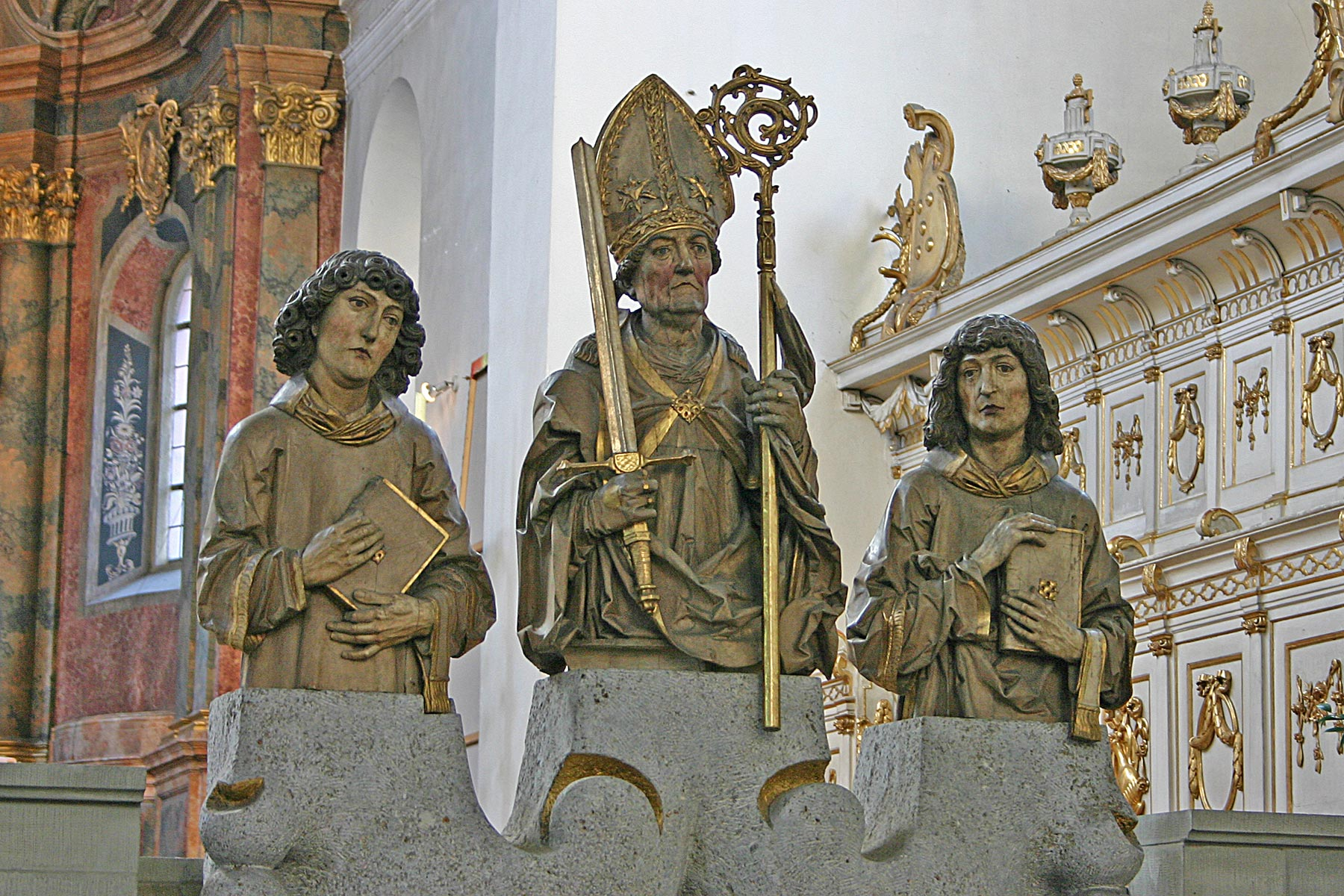
Sculpture de Kilian, Colman et Totnan, par Tilman Riemenschneider à Neumünster-Kirche, Wurtzbourg

Les saints Kilian, Colman et Totnan sont des moines irlandais qui ont évangélisé la Franconie entre 680 et 689 et sont morts martyrs à Wurtzbourg en 689. 
Ce sont des saints fêtés le 8 juillet dans le calendrier romain.

## Histoire et tradition
Kilian de Wurtzbourg est né dans le comté de Cavan en Irlande, vers 640. En 686, il se rend à Rome où on pense qu'il a été sacré évêque missionnaire. Ses compagnons Colman de Wurtzbourg (de) et Totnan de Wurtzbourg (en) sont ordonnés respectivement prêtre et diacre. Le pape les charge d'évangéliser les Franconiens qui sont restés païens.
À Wurtzbourg, les missionnaires convertissent un grand nombre de gens dont le duc Gosbert qui doit, avant de recevoir le baptême, renoncer aux liens qui le lient avec sa belle-sœur Geilane. Cette femme en conçoit une telle rancune contre les Irlandais qu'elle profite d'une absence de Godbert pour organiser leur assassinat.
Au VIIIe siècle, c'est saint Burchard, évêque de Wurtzbourg, qui ordonne le transfert des reliques des trois martyrs dans sa cathédrale.